# Who I Am (canción)
«Who I Am» es el primer sencillo de Nick Jonas & The Administration descendiente del álbum Who I Am. La canción debutó el 2 de diciembre de 2009 en las nominaciones de los Premios Grammy emitido por CBS.
Existen algunas controversias con esta canción por su similitud a Iris de Go go Dolls.

## Video musical
En el video musical de Who I am se puede ver a Nick Jonas cantando en el estudio con su banda The Administration, el video esta en blanco y negro. Luego se puede ver a personas con un cartel en la mano donde está escrito su estado actual o su forma de ser.

## Posicionamiento
| Listas         | Posición |
| -------------- | -------- |
| México         | 42       |
| Colombia       | 5        |
| Perú           | 15       |
| Brasil         | 19       |
| Estados Unidos | 72       |